# Tagline
Tagline är en term som används inom mediebranschen. Termen syftar på en kortare text som ofta används i marknadsföringssyfte, som ett slags kommersiell slogan. Meningen med en tagline är att skapa en minnesvärd slogan via en dramatisk effekt som summerar verkets känsla eller synopsis.

## Exempel

### Filmer
- "I rymden kan ingen höra dig skrika." – Alien (1979)
- "Who you gonna call?" – Ghostbusters – Spökligan (1984)
- "Love means never having to say you're sorry." – Love Story (1970)
- "Why so serious?" – The Dark Knight (2008)
- "Be afraid. Be very afraid." – Flugan (1986)

### Spel
- "Finish the Fight." – Halo 3 (2007)
- "War. War never changes." – Fallout (1997)
- "En färd in i det okända." – Drakborgen (1985)